# Elementi delle montagne russe
Gli elementi delle montagne russe sono le singole parti dei tracciati delle montagne russe, come le rampe, i giri della morte o le curve.

## Elementi comuni

### Curva inclinata

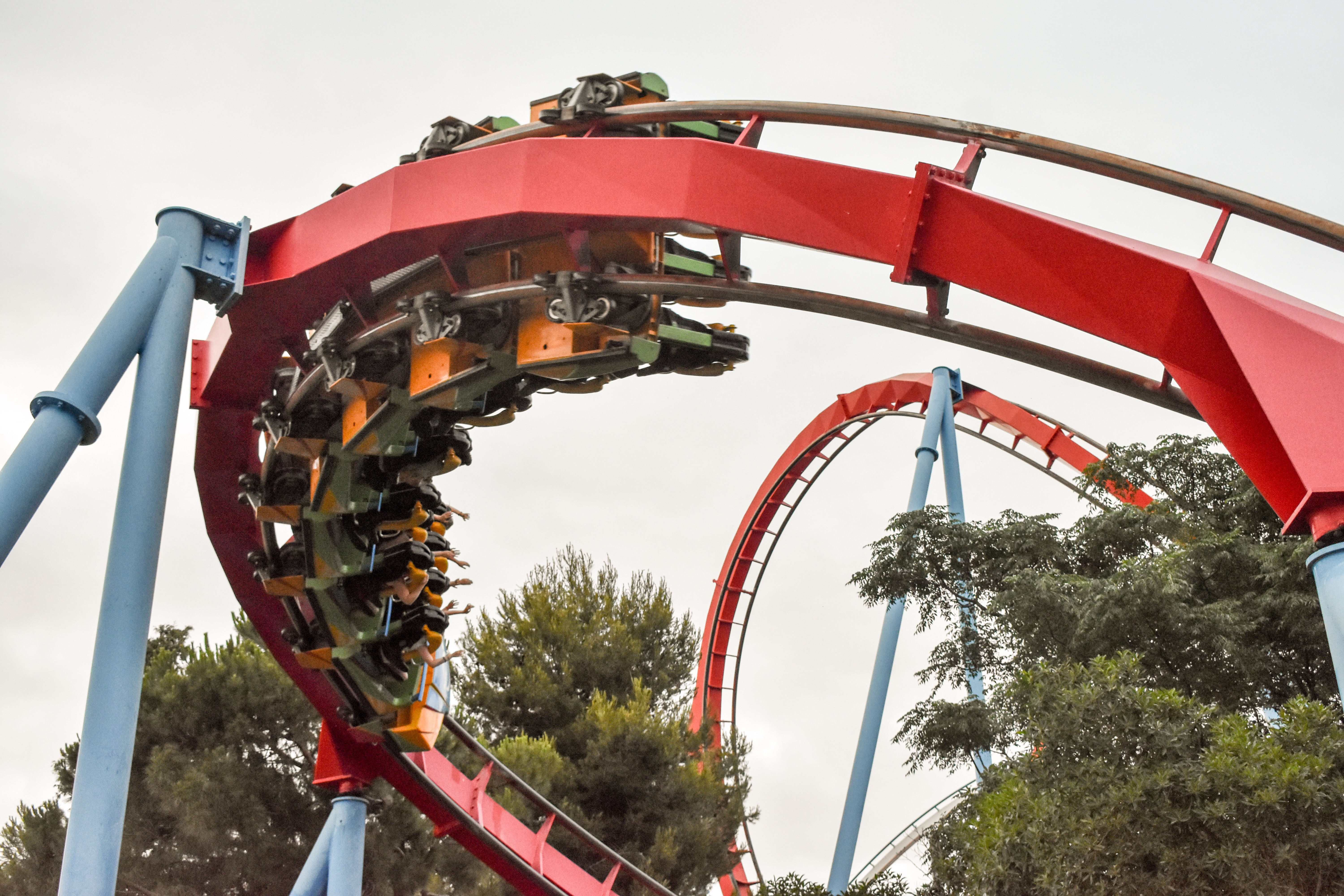
Esempio di banked turn

Una curva è detta inclinata (banked turn in inglese) quando il binario ruota dal piano orizzontale al piano verticale, inclinando il treno verso il lato nella direzione della svolta. Il cosiddetto banking viene utilizzato per ridurre al minimo l'accelerazione di gravità laterale sui passeggeri al fine di rendere più confortevole la curva. Quando una curva continua a creare una spirale verso l'alto o verso il basso di circa 360 gradi o più, diventa un'elica.

### Zona di frenata

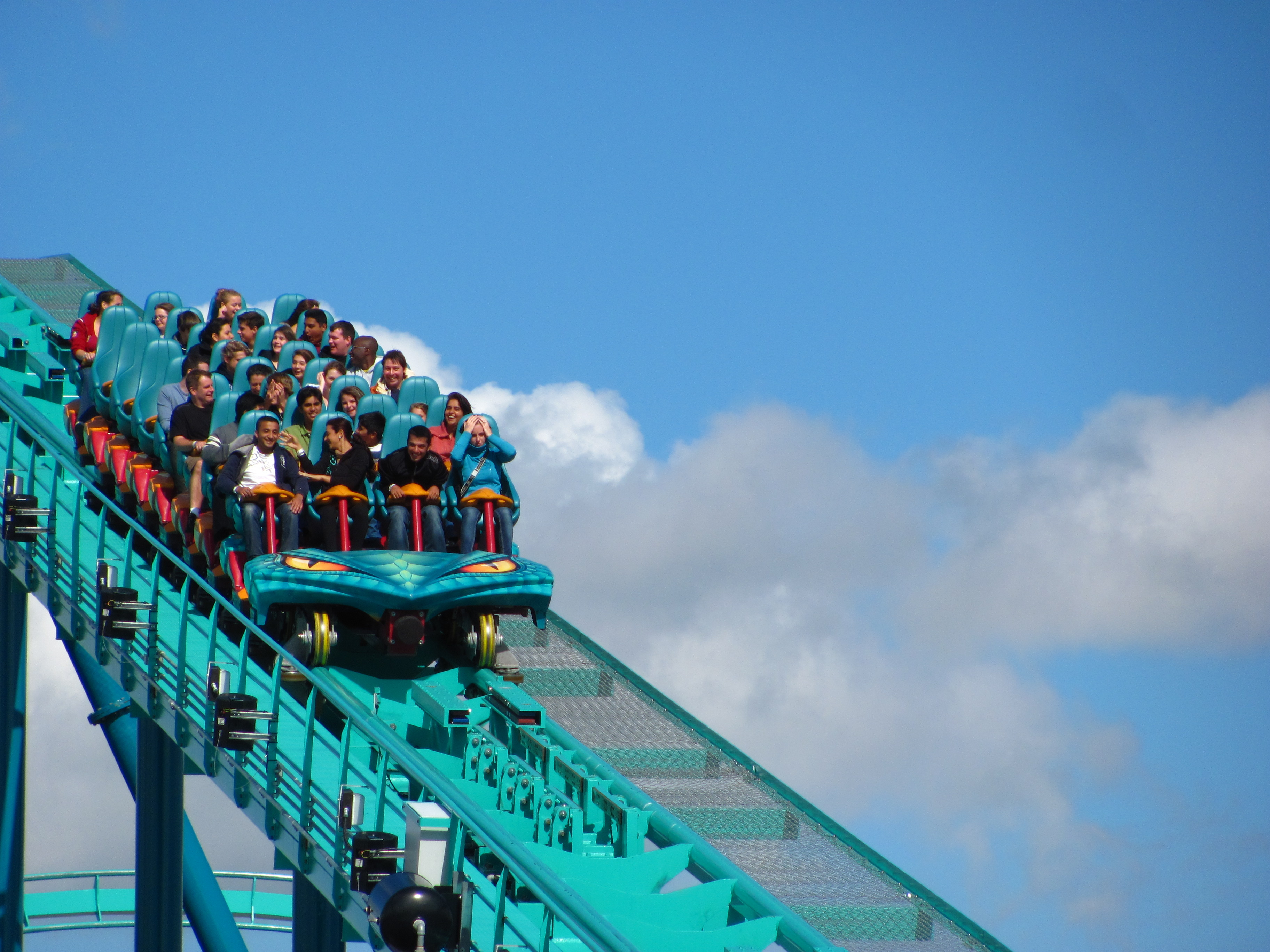
La zona di frenata

Una zona di frenata (brake run) su una montagna russa è qualsiasi sezione del tracciato destinata a rallentare o a fermare il treno. Le zone di frenata possono essere posizionate ovunque oppure essere nascoste lungo il circuito di un ottovolante e possono essere progettate per arrestare completamente il treno o per semplicemente regolare la sua velocità. La stragrande maggioranza delle montagne russe non ha alcuna forma di freno sul treno in sé ma piuttosto ne ha incorporate nelle sezioni di binario.
Sulla maggior parte delle montagne russe i freni sono controllati da un sistema informatico, ma su alcune vecchie montagne russe in legno i freni sono azionati manualmente. Questi sono controllati da grandi leve manovrate dagli operatori.

### Pneumatici

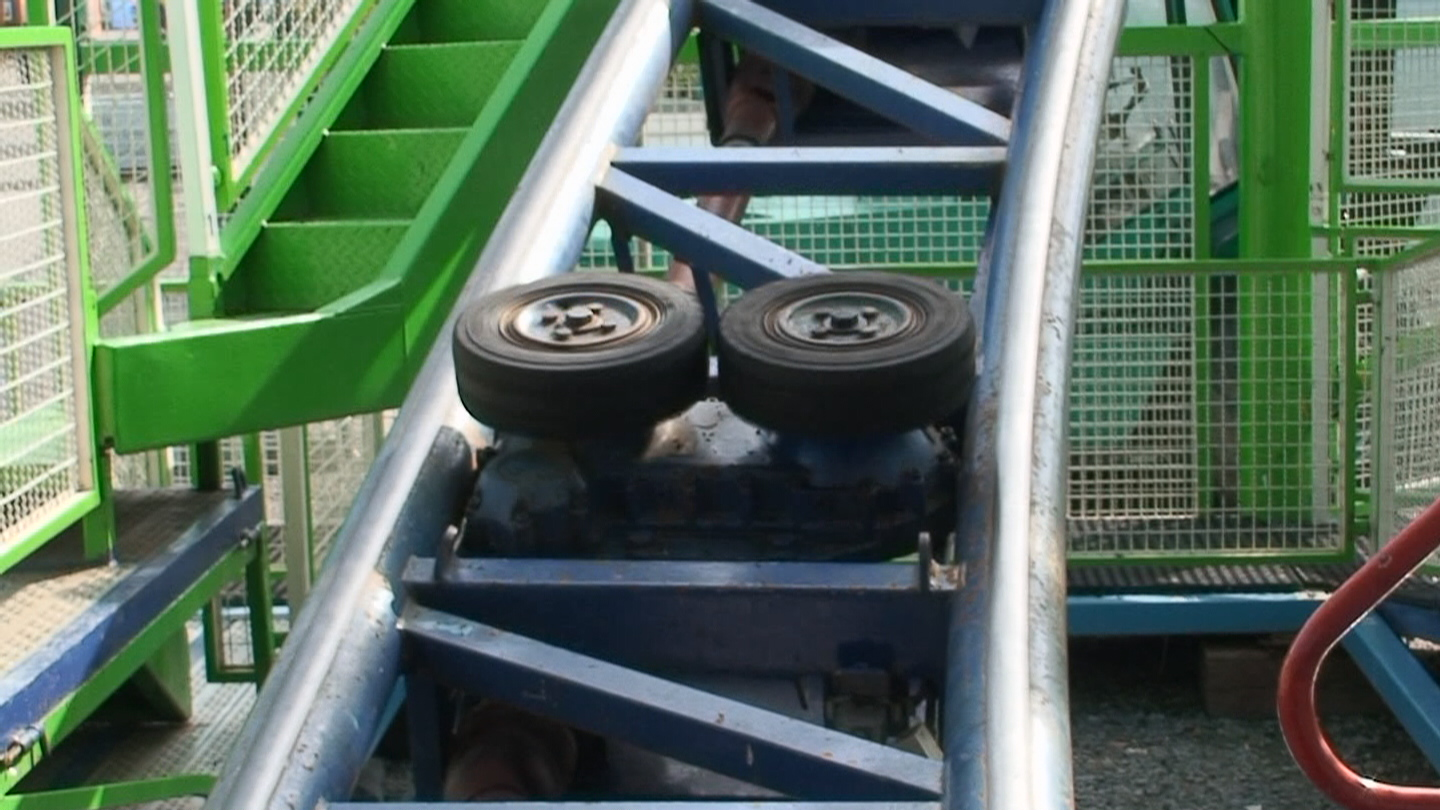
Esempio di utilizzo degli pneumatici sulle montagne russe

Uno pneumatico, nell'ambito delle montagne russe, è essenzialmente una gomma motorizzata utilizzata per spingere un treno sui binari lungo una sezione di tracciato. Sebbene vengano spesso utilizzati nelle aree delle stazioni e nelle zone di frenata possono anche essere utilizzati per lanciare di treni a alte velocità. Tuttavia vengono generalmente utilizzati per spingere il treno a velocità tra 8-12 km/h.

### Headchopper
Un headchopper (in italiano, letteralmente, "decapitatore") è un punto qualsiasi sulle montagne russe in cui la struttura di supporto dell'ottovolante o i binari stessi si avvicinano molto alla testa dei passeggeri, o almeno sembrano di farlo. Tutti gli headchopper sono, ovviamente, progettati in modo tale che anche il passeggero più alto, con entrambe le mani in alto, non sia in grado di toccare la struttura; tuttavia se un passeggero di altezza superiore al limite massimo salisse veramente sulle montagne russe potrebbe essere potenzialmente pericoloso. Gli headchopper sono più comuni sulle montagne russe in legno ma si trovano anche su altri tipi.
L'equivalente sulle inverted coaster è un footchopper. Questi sono progettati in modo tale che le gambe del passeggero sembrino avvicinarsi alla struttura di supporto, all'acqua o ad altri elementi.

### Elica
Un'elica è una spirale inclinata, generalmente superiore ai 360 gradi. Le eliche possono andare verso l'alto o verso il basso.

### Pista di lancio

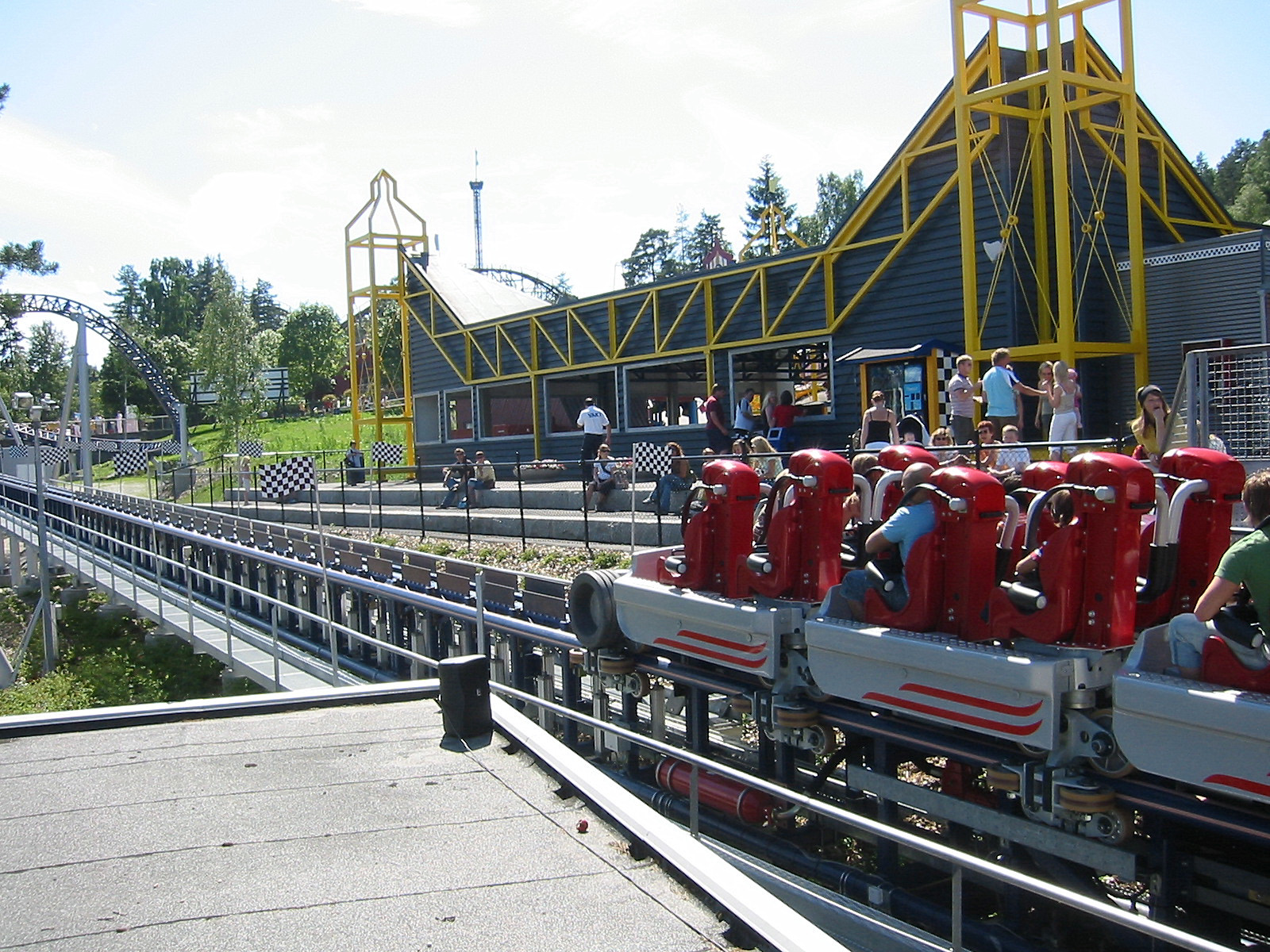
Il launch track di un launched coaster

Una pista di lancio (launch track in inglese) è una sezione di una launched coaster in cui il treno viene accelerato alla massima velocità in pochi secondi. Un launch track è sempre dritta e di solito è leggermente inclinata verso l'alto, in modo che un treno possa tornare indietro verso la stazione in caso di energia insufficiente per raggiungere la velocità minima, che varia a seconda del singolo modello.
La pista di lancio ha lo stesso scopo di base di una rampa — fornire energia al treno — ma la compie in un modo completamente diverso. Una rampa fornisce al treno energia potenziale sollevandolo nel punto più alto del tracciato (e non accelerandolo in modo significativo). Una pista di lancio fornisce al treno energia cinetica accelerandola alla massima velocità (senza aumentare significativamente l'altezza del tracciato).

### Rampa
Una rampa è spesso la sezione iniziale di tracciato su una tipica montagna russa che inizialmente trasporta il treno delle montagne russe in un punto elevato. Una volta raggiunta la cima, il treno viene quindi disimpegnato dalla rampa e può percorrere il resto del circuito delle montagne russe.
Le rampe di solito spingono il treno verso l'alto attraverso un metodo tra diversi tipi: tramite una lunga catena continua a cui i treni si agganciano dove poi vengono portati in cima; un sistema di pneumatici in cui più pneumatici motorizzati spingono il treno verso l'alto; un sistema di sollevamento via cavi o un sistema di motore sincrono lineare.

### Stazione
La stazione è l'area in cui i passeggeri, aspettando in fila, salgono su una montagna russa. Oltre alla presa di posto di nuovi passeggeri anche i passeggeri della corsa o corse precedenti escono dal treno all'interno della stazione, ma non è sempre dove i passeggeri nuovi attendono in fila.

### Treno
Un treno sulle montagne russe descrive veicolo o veicoli che trasportano i passeggeri sul circuito delle montagne russe. Più specificamente, un treno sulle montagne russe è composto da due o più vagoni che sono collegati tra di loro. Il veicolo è chiamato "treno" per le sue somiglianze con un treno ferroviario. I singoli vagoni variano nel design, spesso trasportando più passeggeri ciascuna. Alcune montagne russe, in particolare le Wild Mouse coaster, funzionano con macchine singole anziché con treni.

### Tester Hill

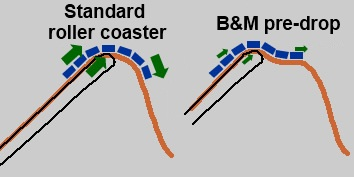
Schema di un tester hill

Un tester hill è una piccola sezione di tracciato presente in alcune montagne russe che segue la rampa e che precede la discesa principale (per questo viene anche infatti chiamata pre-drop). In una configurazione standard, dopo che un treno sale dalla rampa e inizia a discendere, la forza di gravità tira i vagoni ancora agganciati al meccanismo di sollevamento della rampa. Quando si usa un tester hill la tensione sul meccanismo di sollevamento viene ridotta prima del rilascio del treno. L'elemento si trova comunemente sulle montagne russe di Bolliger & Mabillard, così come su vecchie montagne russe di altri produttori. Un nome alternativo è "trick hill", derivante dall'illusione creata dall'elemento di aver già iniziato la discesa principale, mentre in realtà non lo si ha ancora fatto.

### Tunnel
Alcune montagne russe sono dotate di tunnel che possono includere effetti speciali come luci, nebbia artificiale e suoni.

## Non-inversioni

### Camelback

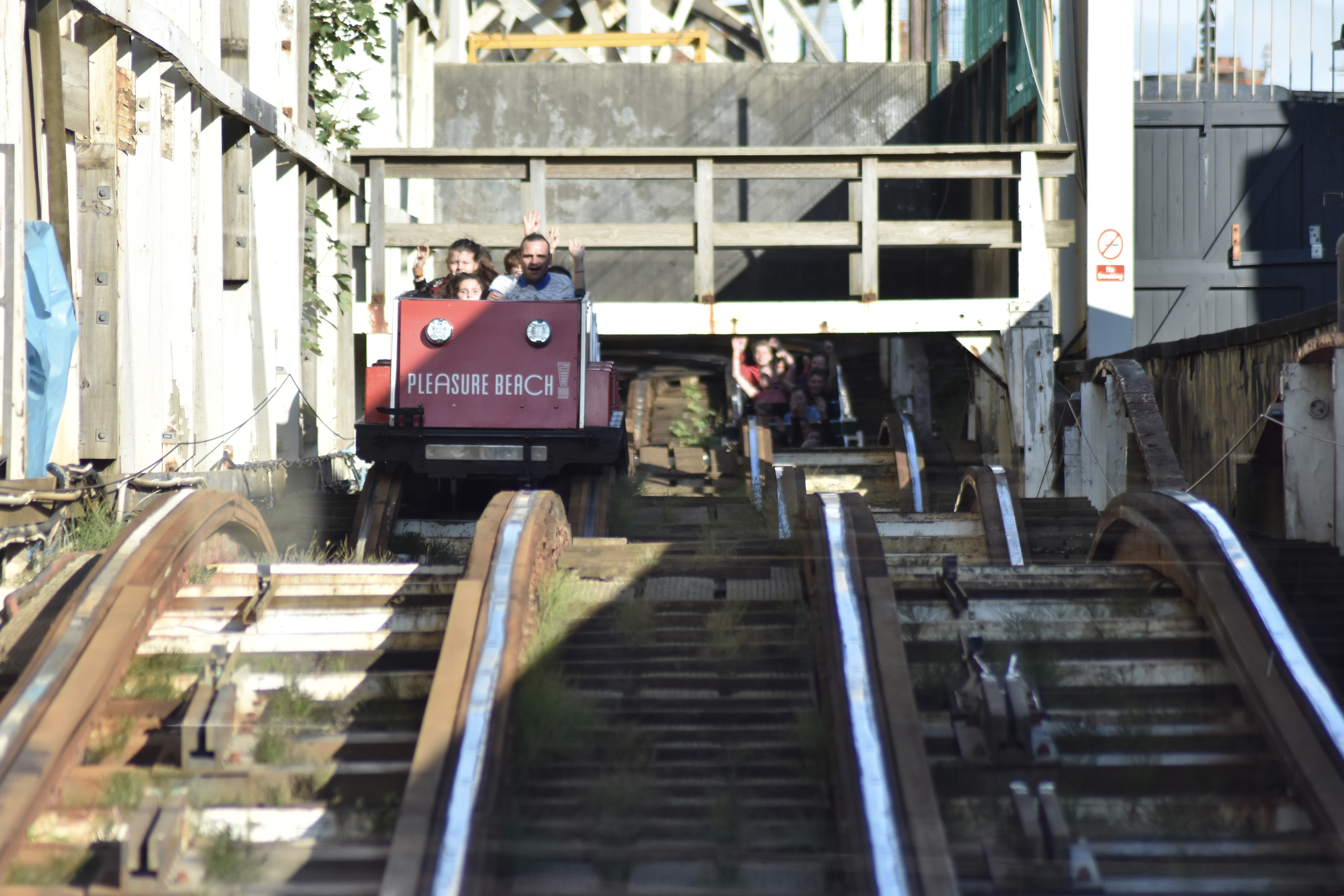
Tre camelback consecutivi

Una camelback  (in italiano "dorso di camello") è una collina a forma di gobba con i binari in linea retta, progettata per dare ai passeggeri una sensazione di assenza di gravità, comunemente nota come airtime. L'elemento produce accelerazione di gravità negativa per ottenere l'effetto. Il termine è stato usato per descrivere una serie di colline più piccole che si trovano in genere vicino alla fine del tracciato, che è un finale comune sulle vecchie montagne russe in legno. L'implementazione moderna di un camelback può essere una collina molto più grande, spesso trovata al'inizio del tracciato.

### Hammerhead turn

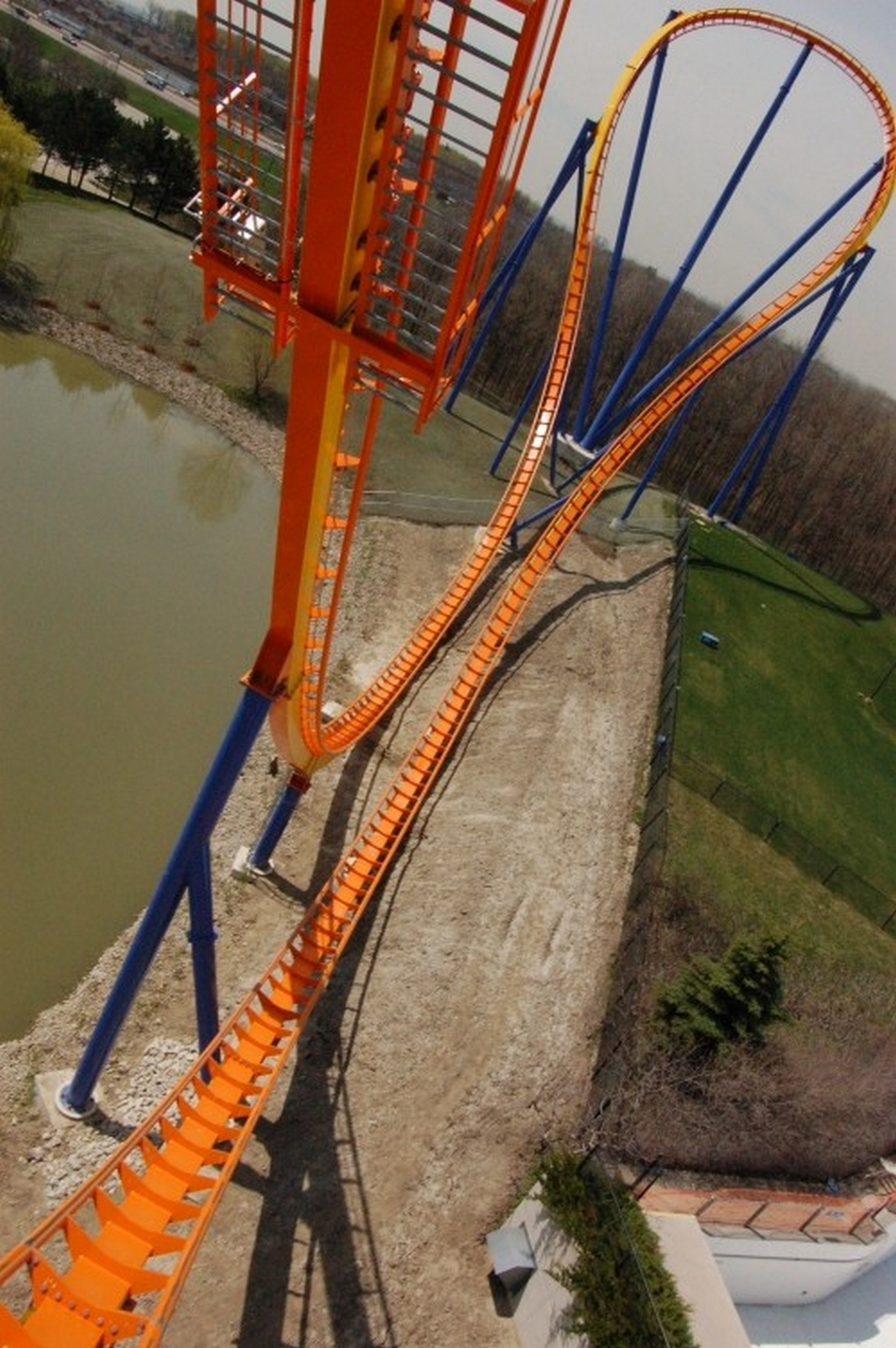
Un tipico hammerhead turn

Un hammerhead turn (in italiano "curva a martello") si basa su una manovra in acrobatica aerea con lo stesso nome ed è simile, ma non uguale, ad una curva, detta overbanked, di 180°. Il treno entra nell'elemento con una pendenza ripida verso l'alto e una leggera curva nella direzione opposta a quella della svolta generale. Il treno quindi si inclina pesantemente sul lato opposto alla curva iniziale e termina la sua salita mentre percorre la curva generale, iniziando la sua discesa a metà della curva. La seconda metà dell'elemento è la stessa della prima metà, ma in ordine inverso.

### Overbanked turn
Una overbanked turn ("curva esageratamente inclinata", il nome in italiano non è una perfetta traduzione) è un elemento comune sulle grandi montagne russe in acciaio, in particolare quelle costruite da Intamin. Questo elemento è una curva in cui i binari si inclinano oltre i 90 gradi, generalmente nel range 100-120 gradi.

### Speed hill
Una speed hill è un elemento che si trova comunemente nelle montagne russe in acciaio di Bolliger & Mabillard e in quelle in legno di Rocky Mountain Construction. L'elemento è una mini-versione di un camelback ad alta velocità che produce una significante accelerazione di gravità negativa che supera di molto quella di un normale camelback.

### Top hat

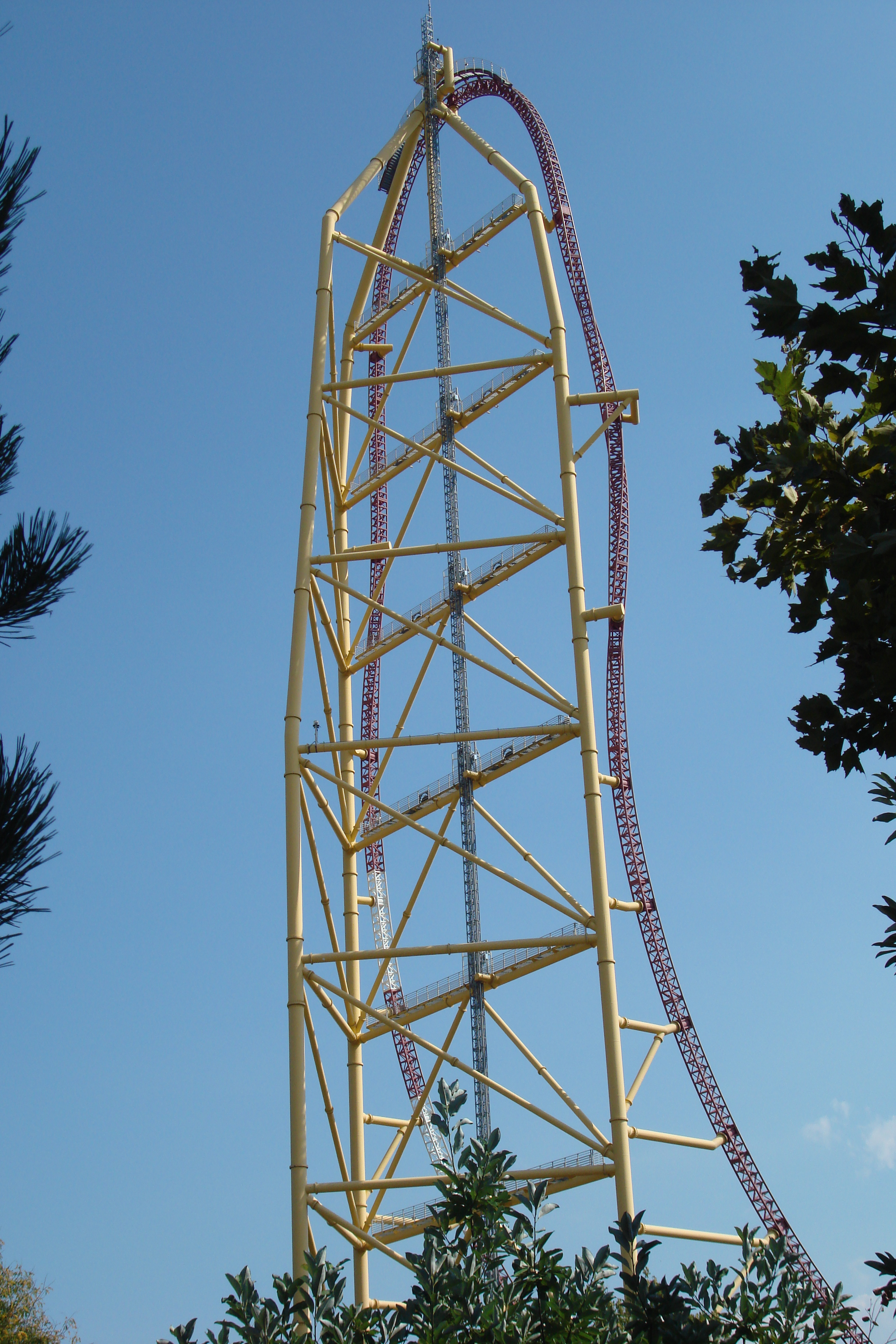
Il top hat del Top Thrill Dragster

Un top hat ("cappello a cilindro") è un elemento che si trova in genere sui launched coaster. Esso consiste in una salita di 90 gradi su una collina, seguita da una discesa di 90 gradi; il treno esce nella stessa direzione da cui è entrato, ma dal lato opposto. In una configurazione standard il binario si attorciglia in modo che il treno non vada "a testa in giù" durante la corsa. Top Thrill Dragster a Cedar Point e Kingda Ka a Six Flags Great Adventure sono due montagne russe che presentano un top hat.
Nella variante del top hat inversion il treno compie una rotazione di 90 gradi però verso l'interno, cosicché quando si è in cima si è completamente "a testa in giù".

## Inversioni

### Batwing

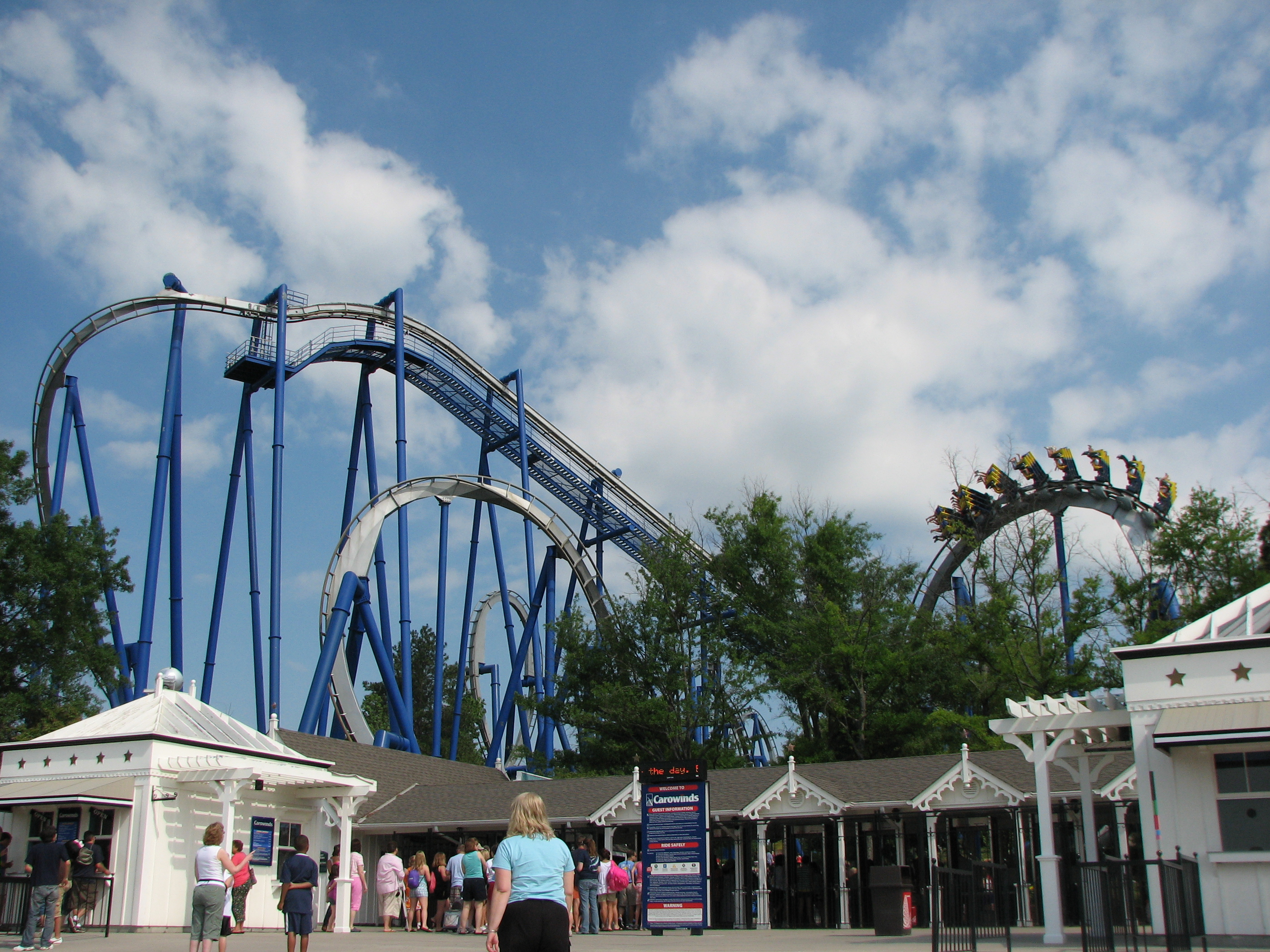
Un batwing (in primo piano)

Un batwing ("ala di pipistrello") è un elemento a forma di cuore che presenta due inversioni. Il treno entra in un reverse sidewinder, seguito da un sidewinder. È il contrario di un cobra roll.

### Bowtie

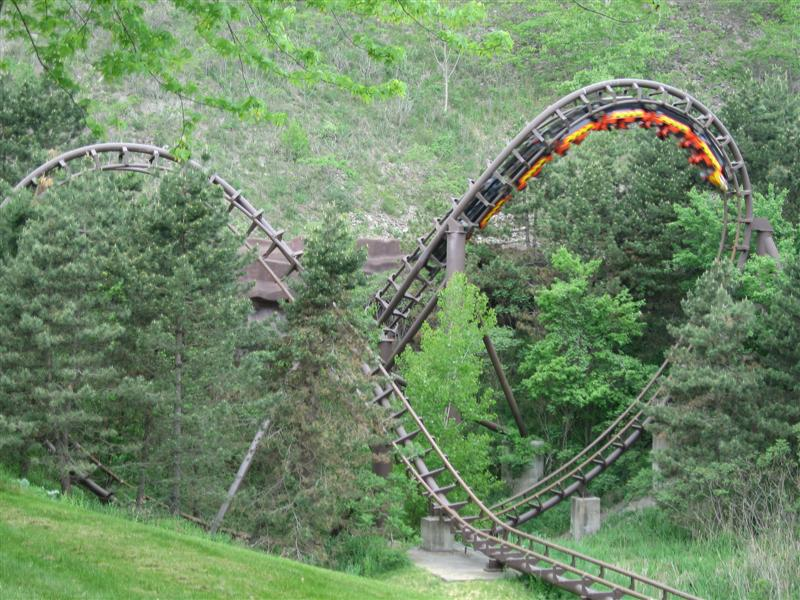
Un bowtie

Un bowtie ("farfallino") è un elemento simile al batwing differente per il fatto che l'ingresso e l'uscita dell'inversione sono nella stessa direzione. Dragon Mountain a Marineland of Canada è l'unico ottovolante al mondo a presentare questo elemento.

### Butterfly
Un butterfly ("farfalla") è un elemento che si trova su alcune montagne russe di Vekoma. Inizia come un giro della morte, ma durante l'ascesa del treno il binario si inclina verso un lato, ottenendo così un giro della morte con uscita perpendicolare alla direzione di entrata. La manovra viene quindi ripetuta ma al contrario. È essenzialmente un batwing o un boomerang, tranne per il fatto che il treno esce dall'elemento viaggiando nella stessa direzione con cui è entrato.

### Cobra roll

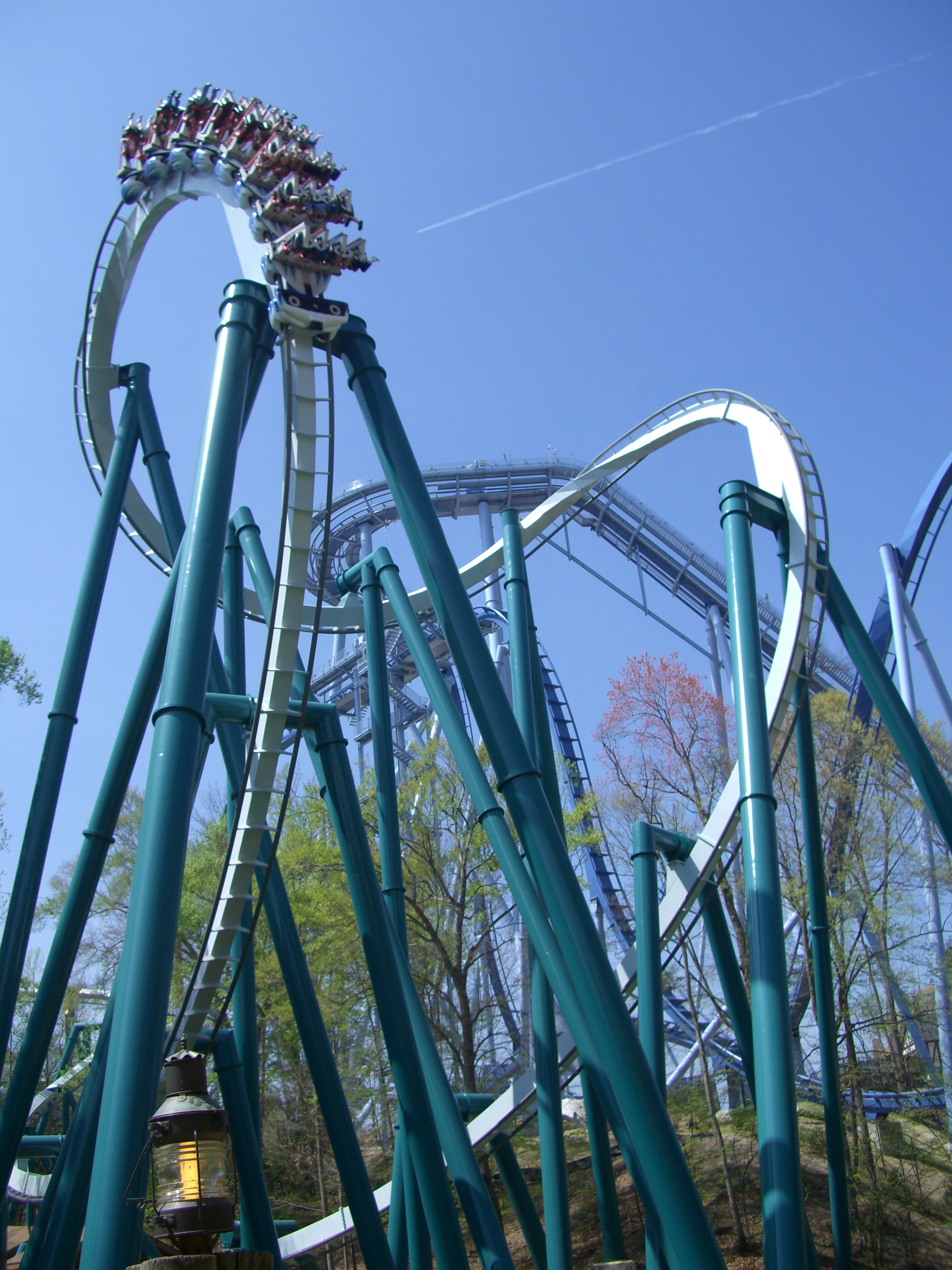
Un cobra roll di un inverted coaster

Il cobra roll è un'inversione somigliante alla testa di un cobra. L'elemento inizia con un mezzo giro della morte (loop) che continua in un avvitamento (corkscrew) con uscita perpendicolare alla direzione di entrata nel loop. Il treno poi entra in un altro avvitamento che gira nella direzione opposta rispetto al primo avvitamento, continuando nella seconda metà del giro della morte che era stato tagliato prima. Il treno esce procedendo nella direzione opposta di entrata iniziale. L'elemento porta i passeggeri a testa in giù due volte.

### Bent Cuban Eight

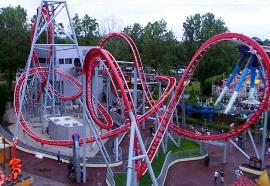
Un bent cuban eight (in primo piano)

Un bent cuban eight (letteralmente "otto cubano piegato") è un sidewinder seguito da un loop di Immelmann. La sua forma richiama quella del numero otto.

### Avvitamento (corkscrew)

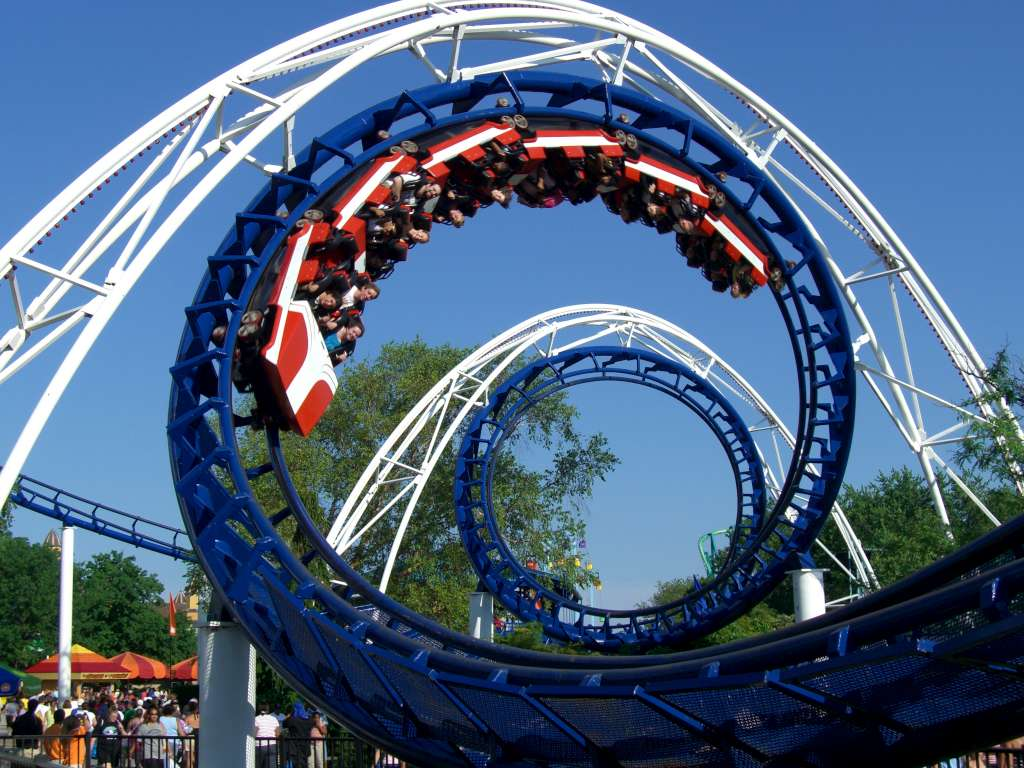
Un corkscrew

Un avvitamento, anche noto come corkscrew ("cavatappi"), è un elemento che fa ruotare il treno di 360 gradi. È stato chiamato così per la sua somiglianza con il cavatappi usato per rimuovere i tappi dalle bottiglie. A differenza di un giro della morte, i passeggeri rimangono girati in avanti per tutta la durata dell'elemento.

### Dive drop

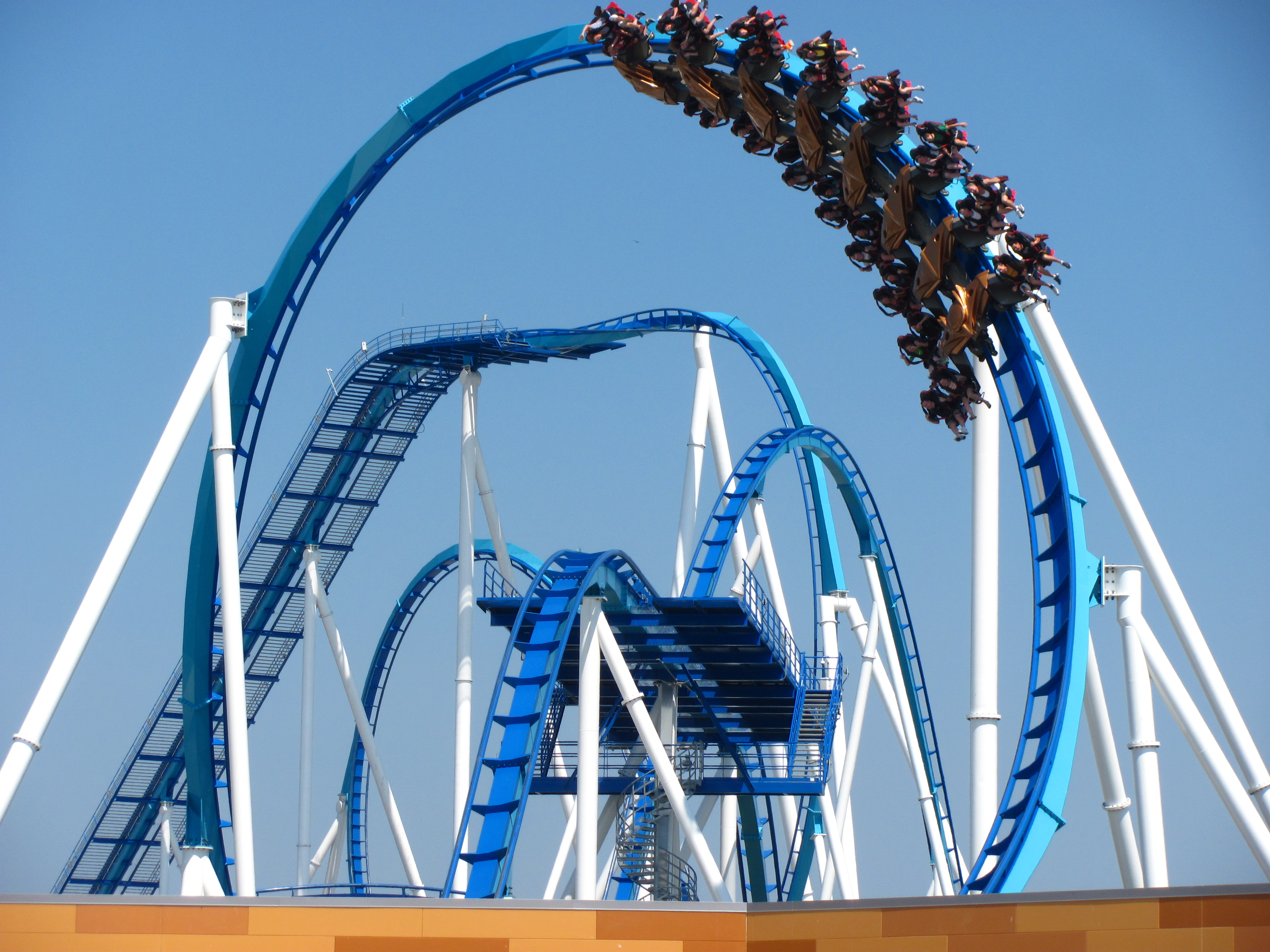
Un dive drop (nello sfondo)

Un dive drop è un'inversione lineare posta prima alla discesa iniziale, subito dopo la rampa.

### Dive loop

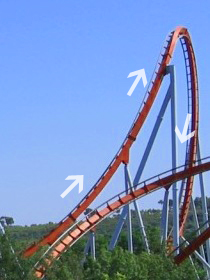
Un dive loop

Un dive loop è un tipo di inversione di montagne russe B&M e Gerstlauer, ispirata da una manovra in acrobatica aerea. Il treno va verso l'alto e gira lateralmente, quindi si tuffa verso il suolo in un giro della morte semi-verticale. Questo elemento è comune su molte montagne russe B&M. Arrow e Vekoma usano una versione simile dell'elemento noto come reversed sidewinder.

### Heartline roll

Un inline twist (a sinistra) ha un asse di rotazione centrato sui binari. Un heartline roll (a destra) ha un asse di rotazione centrato sul passeggero (di solito a livello del torace)

Un heartline roll ("avvitamento lungo la linea del cuore"), noto anche come barrel roll, è un'inversione in cui il treno esegue un avvitamento lineare a 360 gradi. Il centro del treno ruota su un asse. Il tracciato cambia varia in altezza per mantenere il treno nella stessa linea con cui è entrato nell'elemento. In una inline twist, un elemento simile, l'elemento non cambia in altezza. Il punto di rotazione è al di sopra o al di sotto del punto di vista del passeggero, a differenza di un heartline roll che mantiene il punto di rotazione vicino al centro.

### Loop di Immelmann

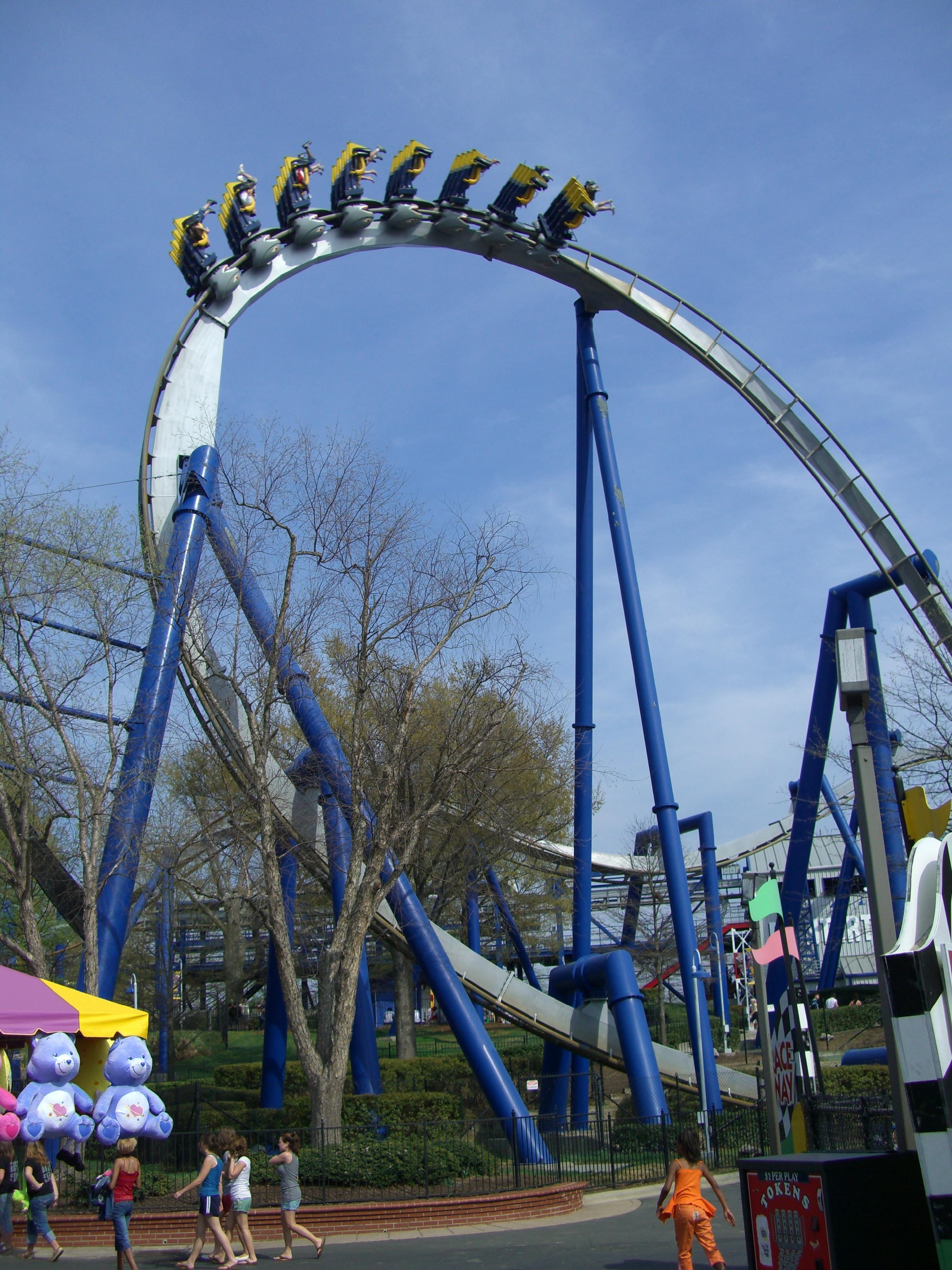
Un tipico loop di Immelmann

Un loop di Immelmann è una famosa inversione trovata su molte montagne russe B&M. In un Immelmann, il treno entra un mezzo giro della morte verso l'alto e, girandosi di 180 gradi, esce dall'elemento viaggiando nella direzione opposta. L'inversione è simile al sidewinder che però esce a circa 90° o perpendicolarmente al punto di entrata. Un loop di Immelmann diventa un dive loop se i punti di entrata e di uscita sono invertiti, ovvero se il treno entra dall'alto e esce dal basso. Il nome "loop di Immelmann" deriva dalla virata di Immelmann, una manovra eseguita sugli aeromobili che prende il nome dal pilota da combattimento tedesco della prima guerra mondiale Max Immelmann. Il loop di Immelmann è un elemento popolare sulle Dive Coaster di B&M.

### Dive loopinclinato

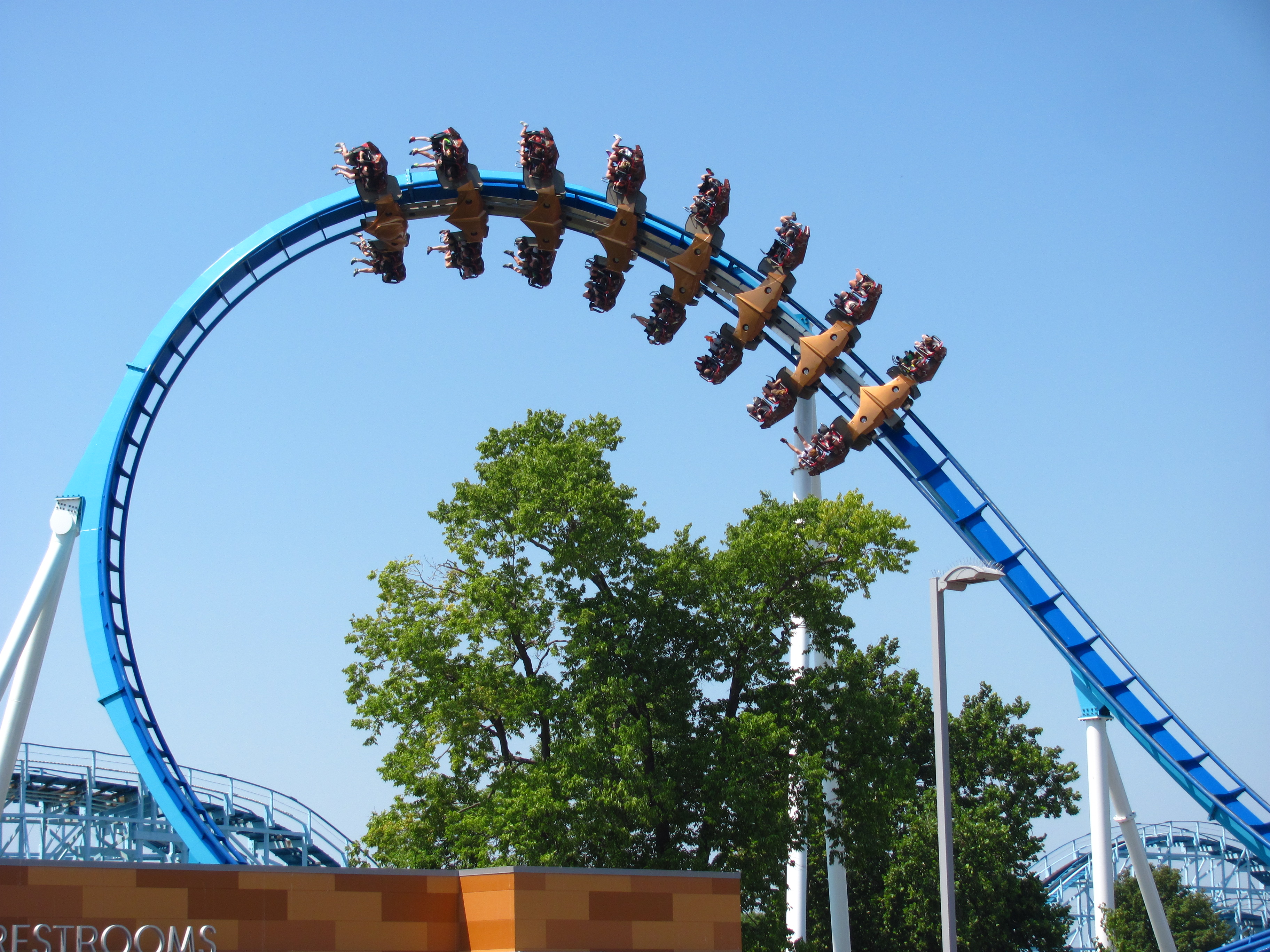
Il dive loop inclinato

Un dive loop inclinato è essenzialmente un dive loop che è stato inclinato. Invece di uscire verticalmente, l'elemento esce lateralmente con un certo angolo.

### Giro della morte inclinato
Un giro della morte inclinato, noto anche come giro della morte obliquo, è un loop a 360 gradi inclinato verso un lato con un certo angolo. Non è verticale, come un comune giro della morte, o in orizzontale, come un'elica. Di solito è inclinato di 45 gradi, fino a un massimo di 80.

### Inline twist

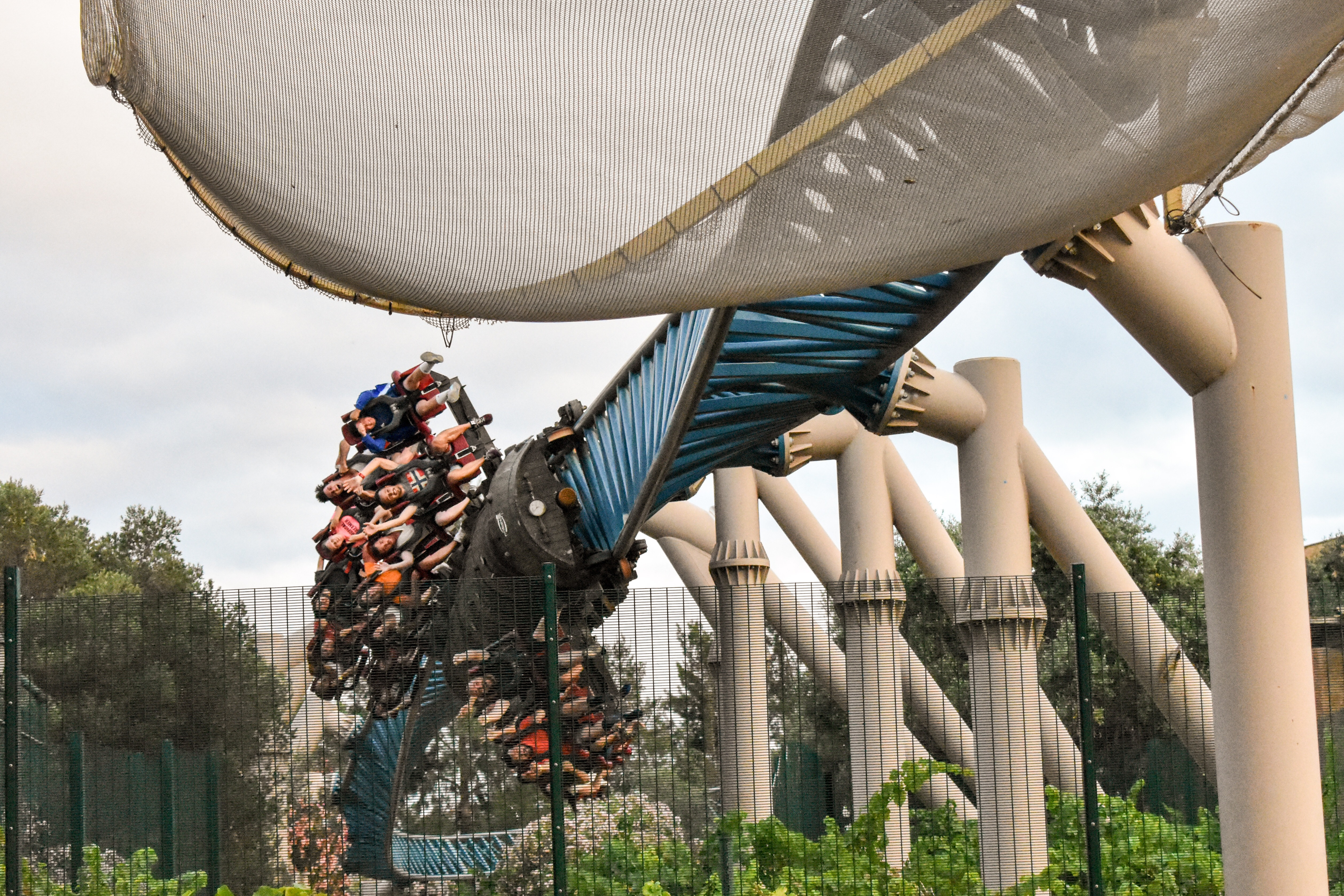
LInline twist

Un inline twist ("torsione in linea") è un'inversione in cui il treno esegue una rotazione a 360 gradi. L'inline twist si trova spesso sulle flying coaster e wing coaster. Un esempio in Italia dell'implementazione dell'elemento è il Raptor di Gardaland. Può essere confuso con un heartline roll.

### Loop norvegese

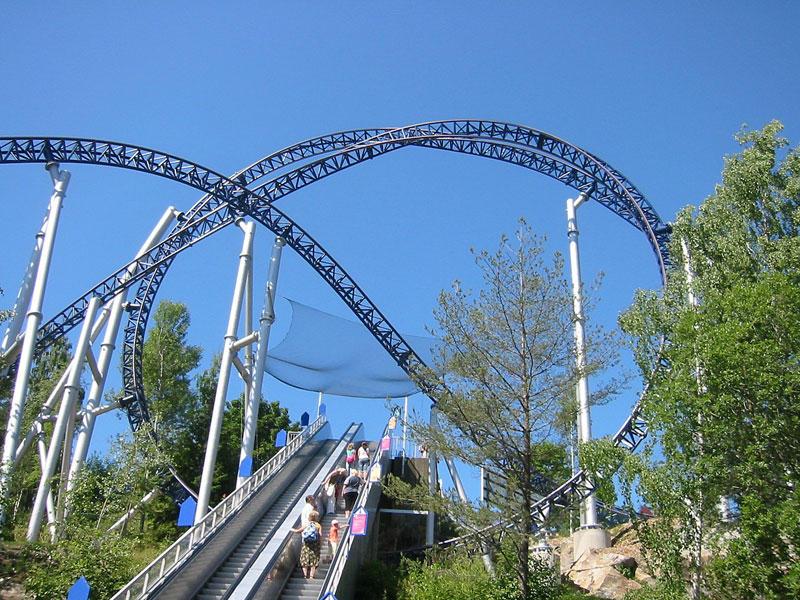
Esempio di loop norvegese

Un loop norvegese è un elemento composto da due elementi: un dive loop e un loop di Immelmann, che insieme formano un'inversione che assomiglia a due loop affiancati. Questo elemento è simile al pretzel loop dei flying coaster, tranne per il fatto che il treno subisce una rotazione quando entra ed esce dall'elemento. È stato introdotto per la prima volta sullo Speed Monster a TusenFryd, in Norvegia (da qui il motivo per cui è chiamato un loop "norvegese").

### Pretzel knot

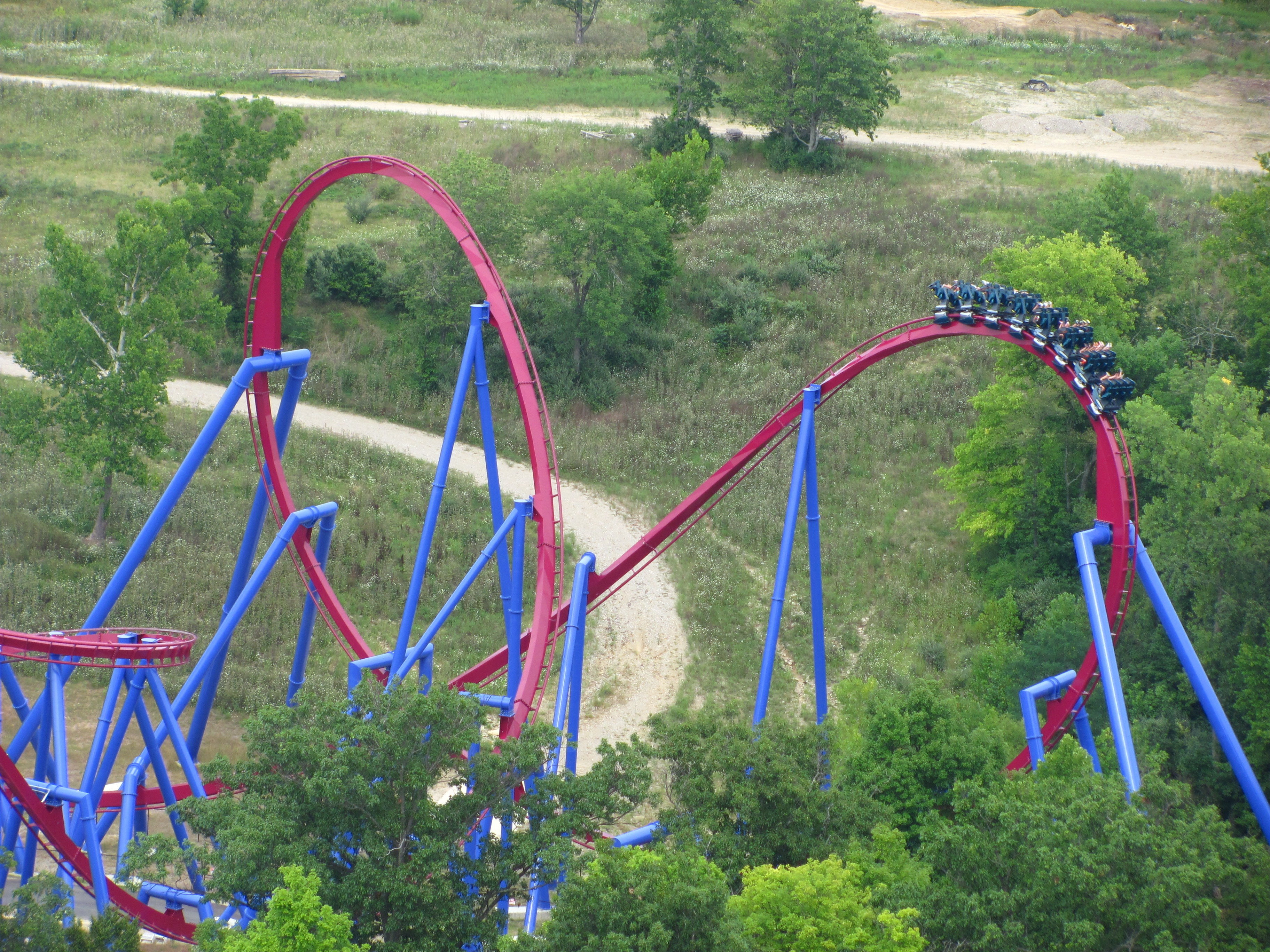
Il pretzel knot

Un pretzel knot (dove knot significa nodo) è un elemento simile al batwing, tranne che l'entrata e l'uscita dell'inversione sono disposte in modo diverso. In un pretzel knot la forma dell'elemento ricorda un pretzel rispetto alla forma del cuore di un batwing.

### Pretzel loop

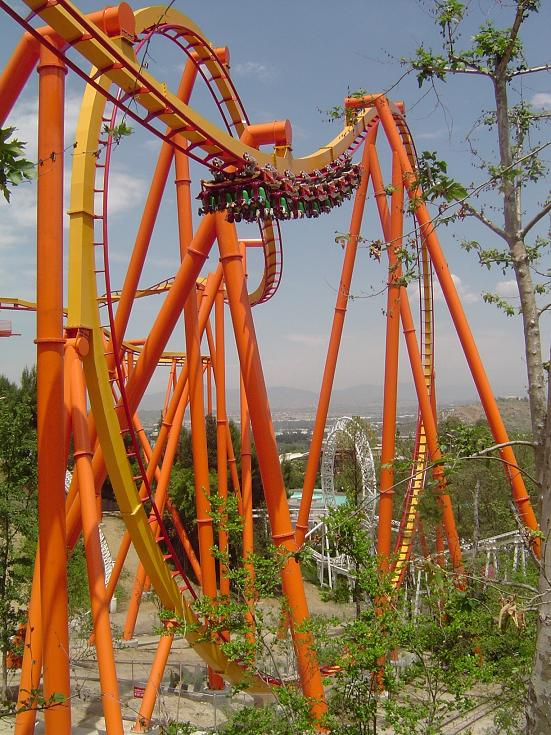
Un pretzel loop di un flying coaster

Il pretzel loop è una grande inversione trovata sui flying coaster di Bolliger & Mabillard. Consiste in un mezzo giro della morte verso il basso e un mezzo giro della morte verso l'alto. I punti di entrata e uscita dell'anello si sovrappongono al suo apice formando una forma che ricorda un pretzel.

### Raven turn

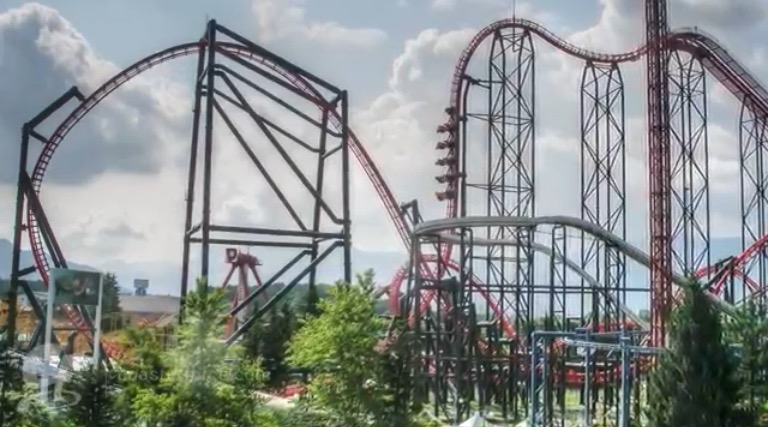
Il raven turn (a sinistra)

Una raven turn ("curva del corvo") è una mezza inversione che sembra mezzo giro della morte seguito da una discesa che poi si livella quasi alla stessa altezza di come è iniziata.

### Roll over

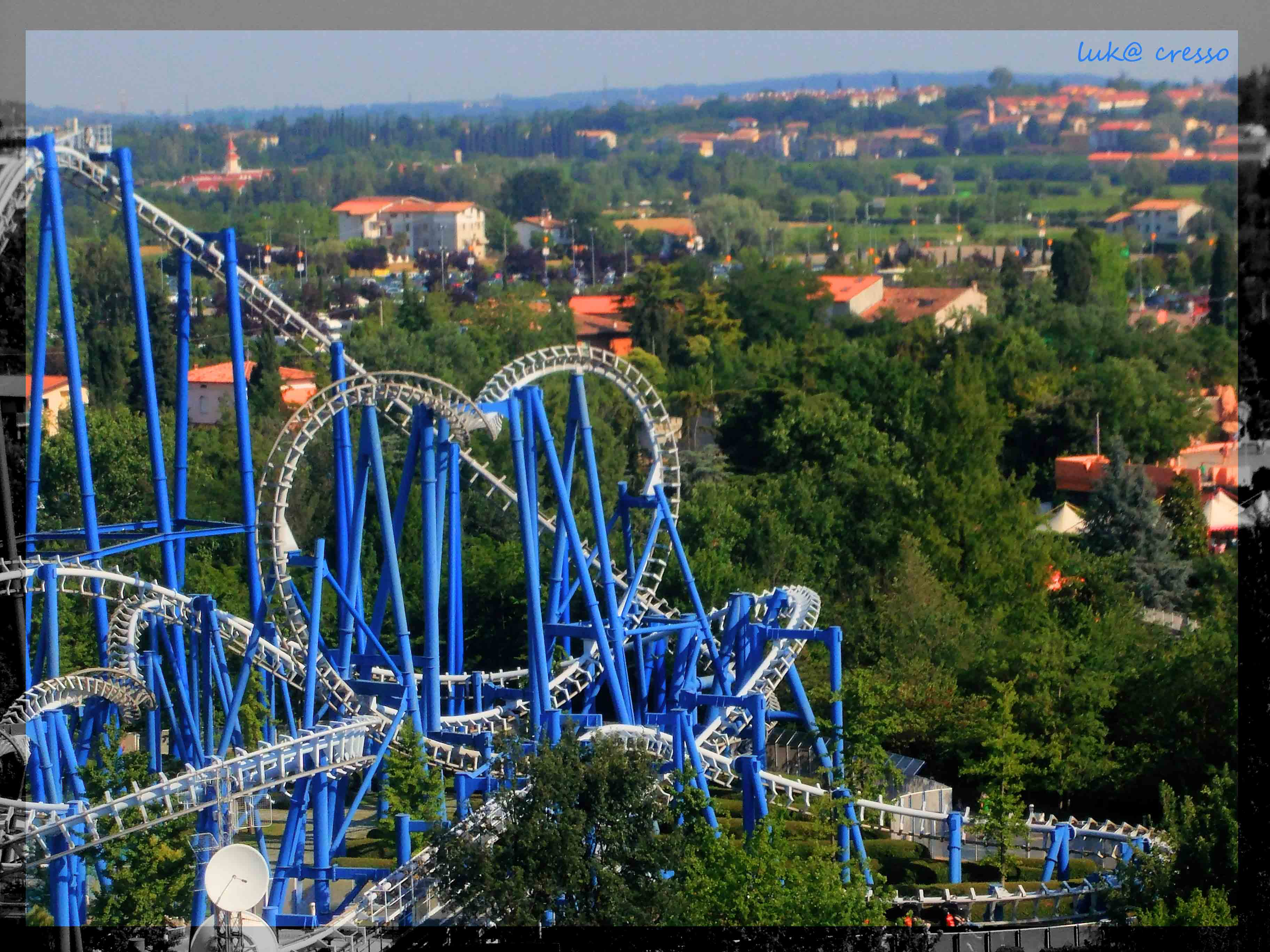
Il roll over del Blue Tornado (a forma di cuore nella foto)

Questo elemento, noto come roll over sulle montagne russe costruite da Vekoma, è un'inversione caratterizzata da due mezzi giri della morte, collegati da due mezzi inline twist contrapposti. Un esempio italiano di roll over è il Blue Tornado di Gardaland.

### Sea serpent
Il sea serpent ("serpente marino") è un elemento con due inversioni simili a un cobra roll, ma dove il treno entra ed esce nella stessa direzione. È dotato di due mezzi loop collegati da due mezzi corkscrew rivolti in direzioni opposte. La seconda parte dell'elemento si trova sul lato opposto rispetto a un cobra roll, che cambia direzione in uscita.

### Sidewinder
Un sidewinder è un elemento di inversione in cui il treno entra in un mezzo loop seguito da un mezzo corkscrew ed esce dall'elemento perpendicolarmente alla direzione con cui è entrato. L'elemento è comune sulle montagne russe Arrow e Vekoma. È simile al loop di Immelmann, con l'eccezione che i passeggeri escono in una direzione diversa, di solito a 90 gradi dal punto di entrata.

### Giro della morte

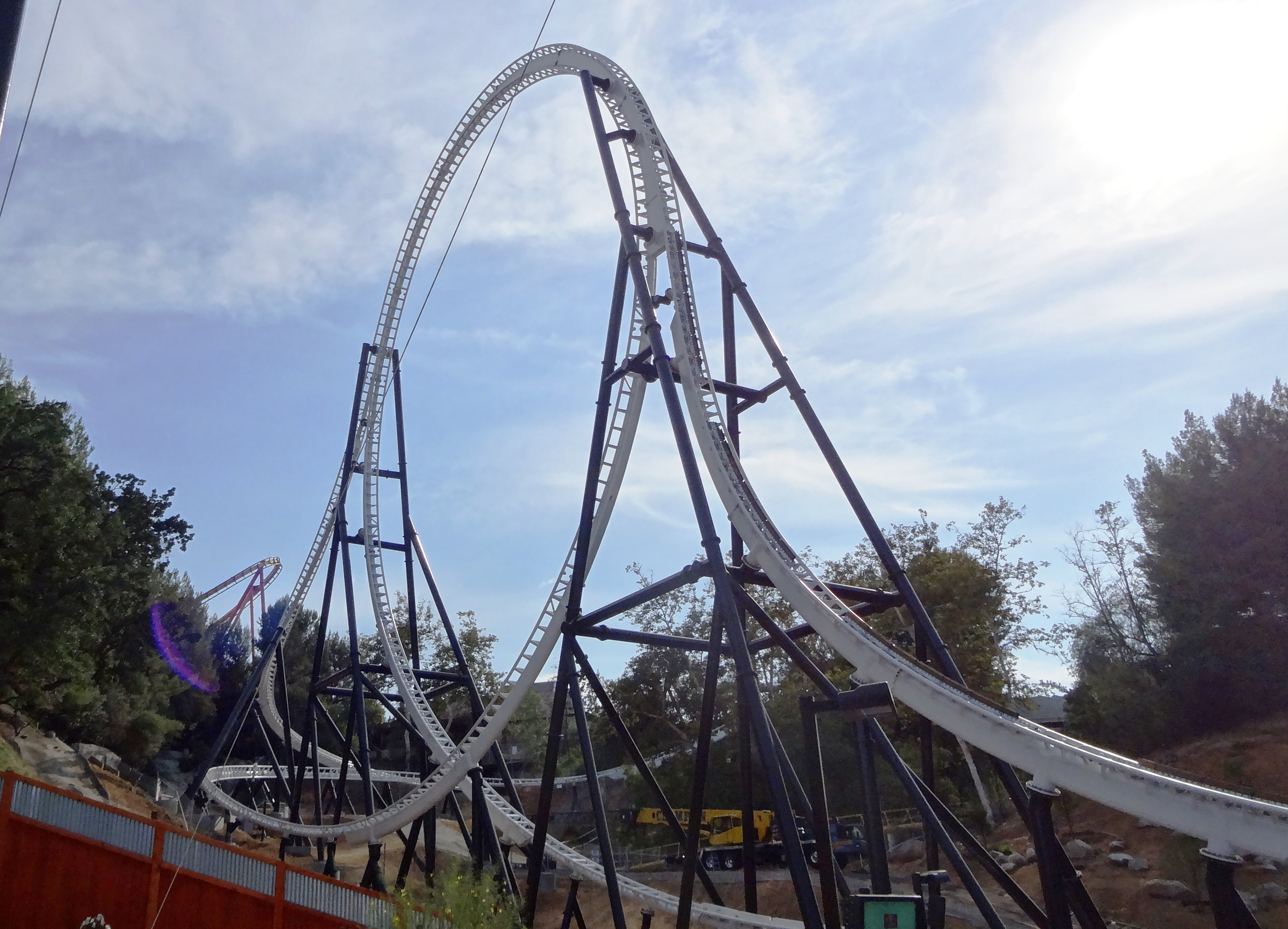
Il classico giro della morte

Il giro della morte (loop in inglese) o anello (della morte), dove una sezione del tracciato fa sì che i passeggeri completino un giro di 360 gradi, è la più comune delle inversioni. Nella parte più in alto dell'elemento i passeggeri sono completamente a testa in giù. In genere, questi loop non sono in realtà "cerchi" ma hanno più una forma a goccia, con la parte superiore del loop che è un arco più stretto. Questa forma rende il giro più comodo per i passeggeri di quanto sarebbe una vera forma circolare.

### Zero-gravity roll
Uno zero-gravity roll o uno zero-g roll è un'inversione in cui la pista ruota a 360 gradi mentre sale e scende in altezza. L'elemento prende il nome dall'effetto di essere senza peso (accelerazione di gravità pari a zero) che un passeggero prova durante l'inversione. Un esempio di montagna russa in Italia contenente l'elemento è Oblivion a Gardaland.

## Elementi visivi

### Splashdown

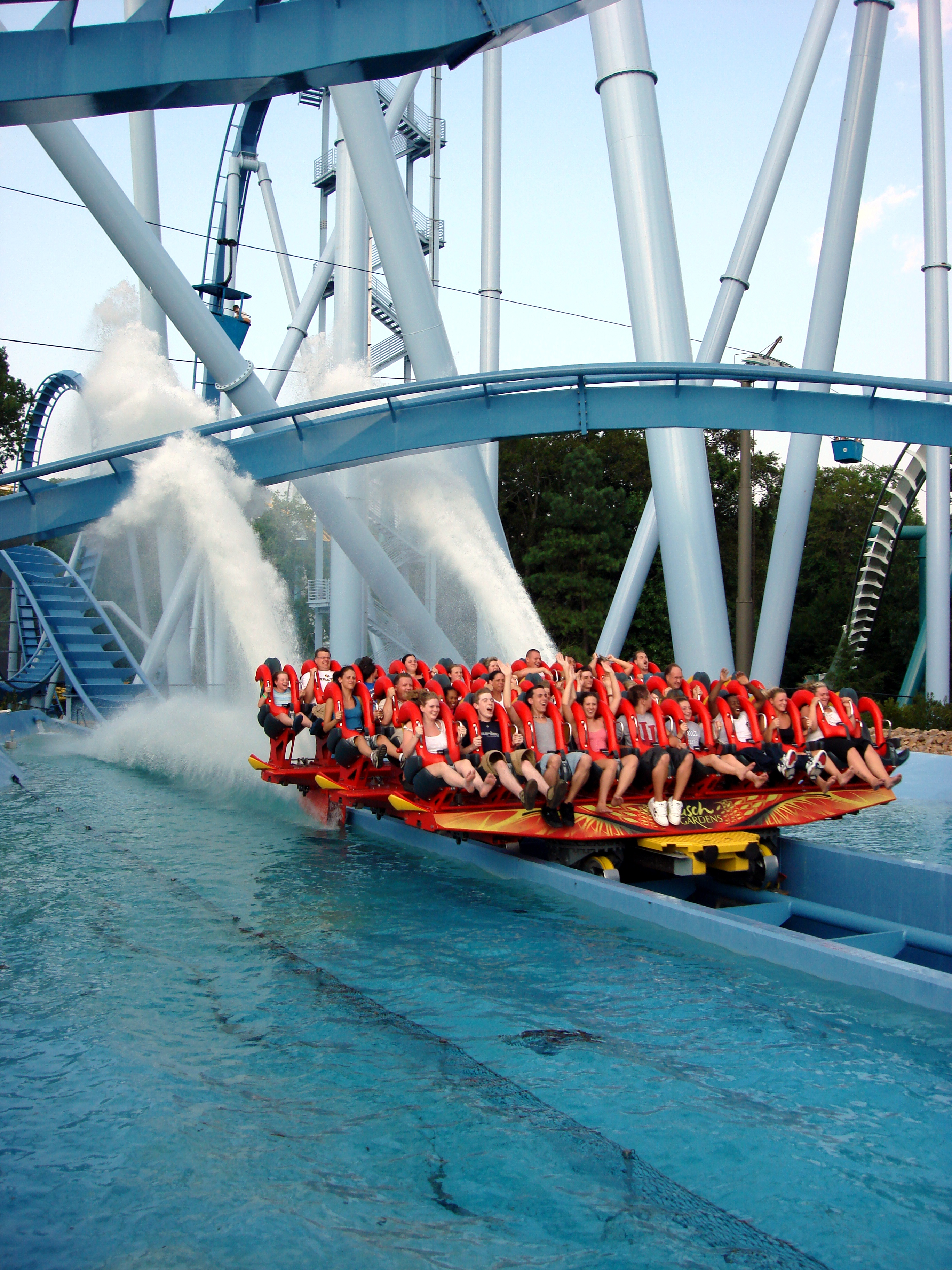
Esempio di implementazione dell'elemento splashdown

Uno splashdown è un elemento visivo in cui la vettura interagisce fisicamente con uno specchio d'acqua, spruzzando con forza acqua all'impatto. Gli schizzi possono essere utilizzati come un sistema di frenata naturale. In alcuni parchi vi sono dei sentieri per i visitatori che possono guardare l'attrazione e, in alcuni casi, bagnarsi per lo schizzo prodotto grazie allo splashdown.